# O Canto da Sereia (álbum)
O Canto da Sereia é o quarto álbum da cantora brasileira Gil, sendo o terceiro trabalho em estúdio. Lançado pela gravadora EMI, o álbum vendeu em torno de 40 mil cópias.

## Informações
Gravado em 2004 para ser lançado no início de 2005, o álbum trouxe a produção do músico Jonga Cunha, sendo gravado no segundo Estúdio ED Dez, em Salvador, Bahia. Para o novo álbum, a cantora passou por diverras mudanças como a volta do nome artístico apenas como Gil. Além disso foram mudadas a produtora, assinando com Melissa Medeiros, e a assessora de imprensa, sendo contratada Thais Miranda, além da troca do empresário Renato Linhares, que acompanhou Gil desde o começo da carreira, por Adriana Carvalho. A cantora ainda reformulou o visual para o novo álbum, perdendo seis quilos, além de pintar os cabelos de loiro e apostar em figurinos ousadas assinados pela estilista Márcia Ganen.
Musicalmente Gil deixou de lado o apelo pop dos álbuns anteriores, focando novamente apenas ao axé music, com toques de MPB. Em 16 de novembro de 2004 é lançada a canção "Chegou o Verão" como primeiro single do álbum. O álbum rendeu a cantora a indicação para o Grammy Latino e para o Prêmio TIM de Música

## Faixas
| N.º | Título                 | Duração |  |
| 1.  | "Chegou o Verão"       |         |  |
| 2.  | "No Shopping com Você" |         |  |
| 3.  | "Vem de Lá"            |         |  |
| 4.  | "Vou Tirar de Letra"   |         |  |
| 5.  | "Pensando em Você"     |         |  |
| 6.  | "As Quatro e Meia"     |         |  |
| 7.  | "As Quatro e Meia"     |         |  |
| 8.  | "Notícias"             |         |  |
| 9.  | "Pula, Pula"           |         |  |
| 10. | "A Festa Começou"      |         |  |
| 11. | "Ai Ai Ai Ai Ai"       |         |  |
| 12. | "Tatuagem"             |         |  |

### Singles
- Chegou o Verão
- Vem de Lá
- Notícias

### Videoclipes
- Chegou o Verão